# Albert City
Albert City és una població dels Estats Units a l'estat d'Iowa. Segons el cens del 2000 tenia 709 habitants.

## Demografia
Segons el cens del 2000, Albert City tenia 709 habitants, 284 habitatges, i 191 famílies. La densitat de població era de 506,9 habitants per km².
Dels 284 habitatges en un 31% hi vivien nens de menys de 18 anys, en un 59,9% hi vivien parelles casades, en un 5,3% dones solteres, i en un 32,7% no eren unitats familiars. En el 30,3% dels habitatges hi vivien persones soles el 17,3% de les quals corresponia a persones de 65 anys o més que vivien soles. El nombre mitjà de persones vivint en cada habitatge era de 2,38 i el nombre mitjà de persones que vivien en cada família era de 2,98.
Per edats la població es repartia de la següent manera: un 25,2% tenia menys de 18 anys, un 6,9% entre 18 i 24, un 23,4% entre 25 i 44, un 21,9% de 45 a 60 i un 22,6% 65 anys o més.
L'edat mediana era de 41 anys. Per cada 100 dones de 18 o més anys hi havia 83,4 homes.
La renda mediana per habitatge era de 33.188 $ i la renda mediana per família de 36.167 $. Els homes tenien una renda mediana de 30.987 $ mentre que les dones 22.125 $. La renda per capita de la població era de 15.219 $. Entorn del 7,9% de les famílies i el 9,5% de la població estaven per davall del llindar de pobresa.

## Poblacions més properes
El següent diagrama mostra les poblacions més properes.